# Yli
Yli este o localitate din comuna Notodden, provincia Telemark, Norvegia, cu o suprafață de 0,25 km² și o populație de 293 locuitori (2013).